# 津軽信著
津軽 信著（つがる のぶあき）は、江戸時代中期の大名。陸奥国弘前藩6代藩主。官位は従五位下・出羽守。

## 生涯
享保4年（1719年）2月27日、津軽信興（5代藩主・津軽信寿の長男）の長男として誕生。享保15年（1730年）、父・信興が早世したため、翌享保16年（1731年）1月22日、祖父・信寿の嫡孫となった。同年2月15日、8代将軍・徳川吉宗に御目見する。同年5月16日、信寿の隠居により、家督を譲られる。同年12月23日、従五位下・出羽守に叙任した。

### 相続
当初は比較的裕福であった弘前藩の財政であったが、風雅趣味であった先代藩主・信寿の浪費に天災なども加わり、このころの藩財政は困窮気味であった。また信寿の浪費が幕閣に知れ渡り、浪費を嫌い倹約を推し進めていた将軍・徳川吉宗たちに先代の評判はあまり芳しくはなかった。信寿から13歳の少年への家督相続は、幕府からの懲罰とも伝えられている。
藩を継承した信著の治世期は不運にも、凶作・松前大島（渡島大島）噴火に伴う津波被害・数度の洪水、疫病の大流行、害虫の大発生、城下や青森町の大火、蝦夷地の有珠山の噴火の影響による群発地震、果ては領内大地震など、天災が相次いだ。被災した領民は困窮し、結果として藩財政も著しく悪化した。

### 藩政改革の断行
藩の危機的事態を打破するためにも、信著および津軽藩は藩政改革を断行する。当初は13歳での相続でもあり、先代からの家臣や藩政をそのまま継承していたが、15歳ごろから家臣の入れ替えを行い、様々な改革に着手し始めた。改革の内容は倹約令や借米制度を中心とした、当時の幕府の方針に沿ったものであった。

### 藩政改革の内容
方向性としては幕府の享保の改革のプランに沿ったものである。藩士には倹約令を出し、また正装の簡略化を命じて無駄を減らした。天災で困窮する農民に対しては、富豪から御用金を徴収して救済に当てた。城下に訴訟箱を設置して広く民間の意見を求める政策も行った。その他蘭学を中心とした文武を奨励するなど、倹約消極策だけではなかったが、これも吉宗の方策に近いものである。これは幕府におもねったわけではなく、全国的な当時の改革のスタイルだったと思われる。

### 藩政改革の頓挫
延享元年（1744年）5月11日、弘前城下で大火が起こった。この直後の5月25日に信著が26歳で病死したため、藩政改革は一旦頓挫した。死後、家督は長男・信寧が継いだ。

## 系譜
- 父：津軽信興
- 母：綱姫、梅応院 - 近衛家熙の養女、醍醐冬基の娘
- 正室：浄心院 - 有馬則維の三女
- 側室：円受院
- 生母不明の子女
  - 長男：津軽信寧（1739-1784）
  - 次男：仙石好古

## 偏諱を受けた人物
- 津軽著高（黒石津軽家当主）
- 津軽著教（叔父、津軽信寿・四男）
- 佐藤著恒（信寿（以来）の家臣、信寿に重用されていた）